# Logres
Logres (také Logris nebo Loegria) je název jednoho ze starobylých keltských království na území dnešní Anglie, kde podle legend panoval v 6. století král Artuš se svými rytíři. Jméno je odvozeno z Lloegyr (v moderní velštině Lloegr, a znamená Anglie).